# Sultano di Perak
Sultano di Perak è il titolo del sovrano costituzionale di Perak, uno dei tredici Stati della Malaysia.

## Storia

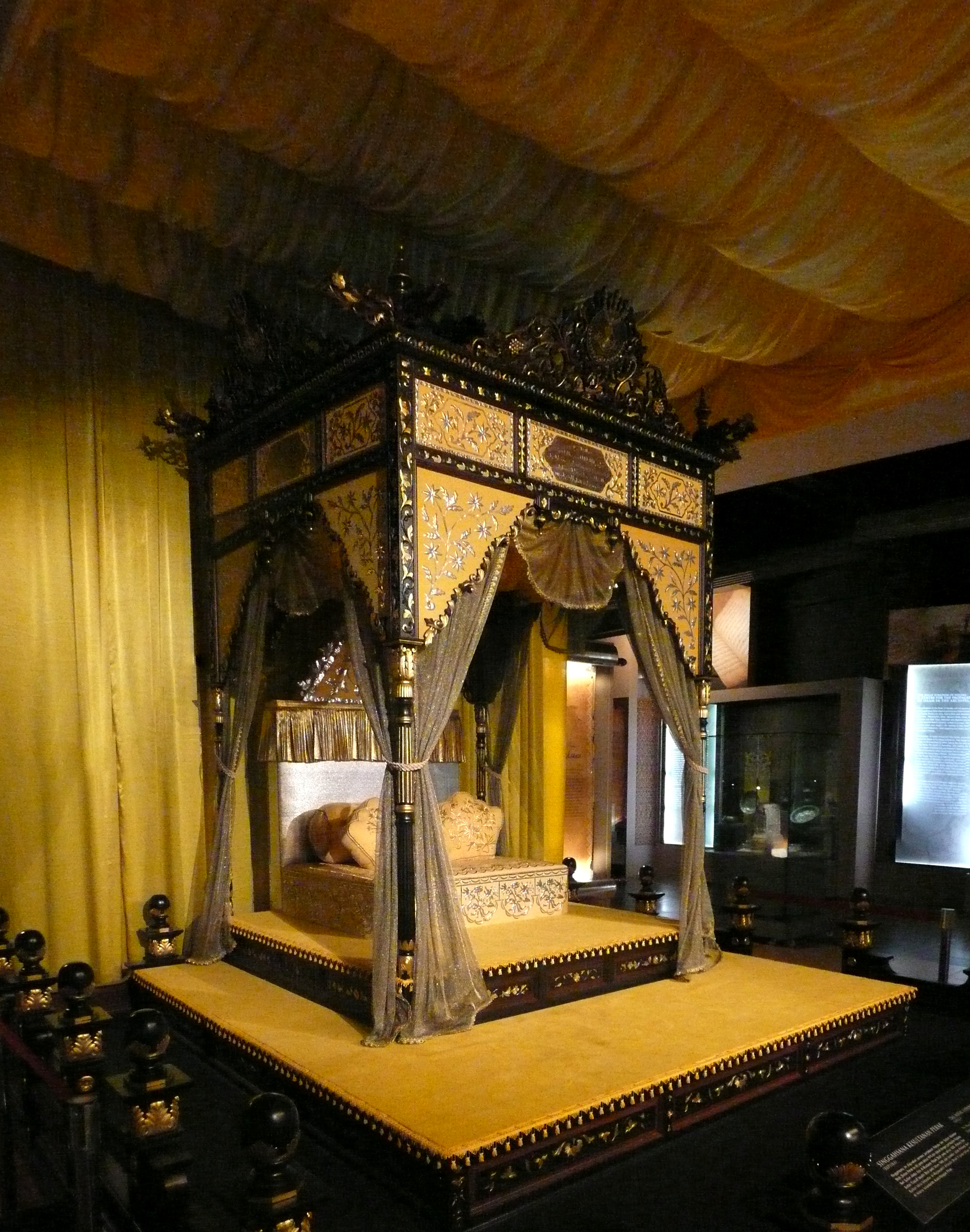
Replica del trono reale di Perak esposta al Museo nazionale.

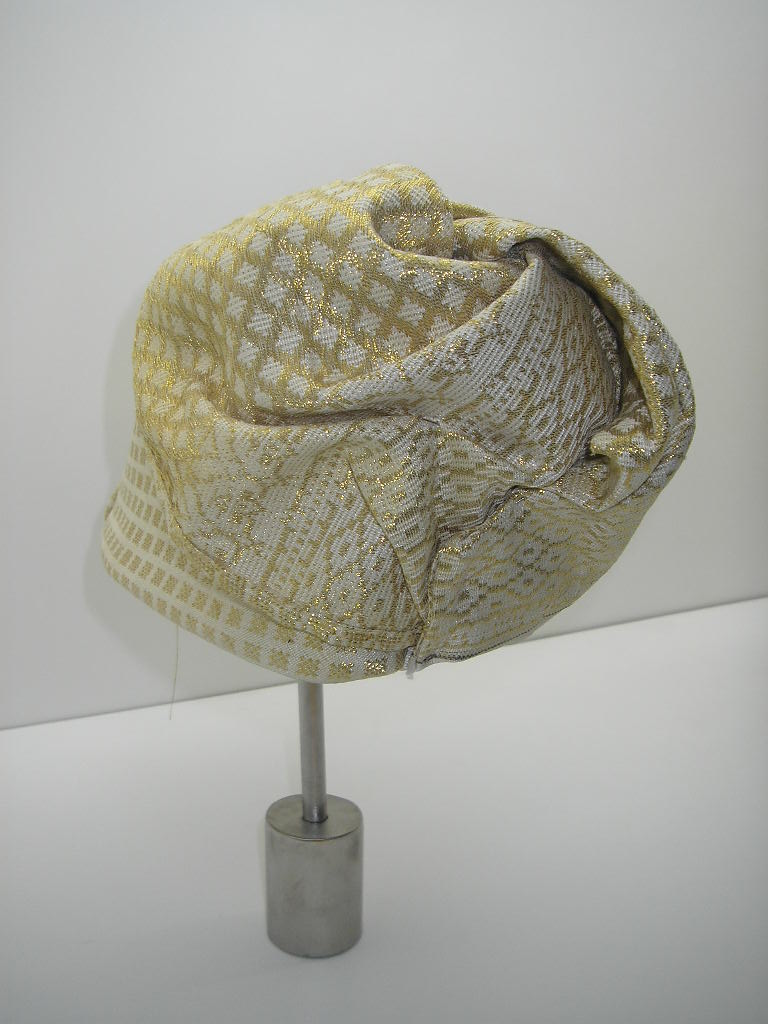
Questo copricapo bianco ricamato con fili d'argento, chiamato "gallo con le ali spezzate", è il copricapo ufficiale del sultano di Perak.

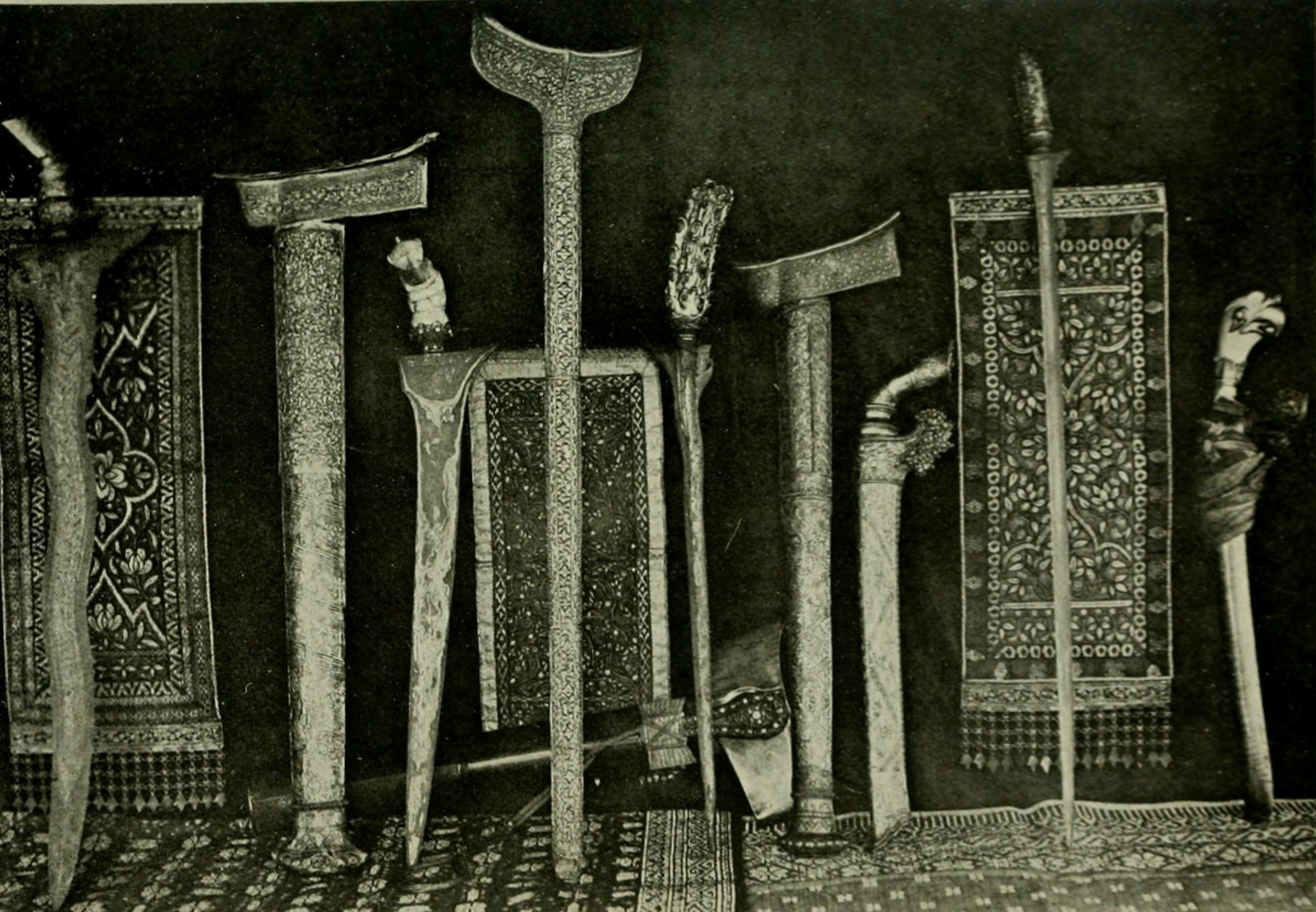
Insegne reali di Perak.

Quando l'importante sultanato di Malacca venne conquistato dal Portogallo nel 1511 il sultano Mahmud Syah si ritirò a Kampar, nell'isola di Sumatra, dove morì nel 1528. Egli lasciò due principi: Alauddin Riayat Shah II e Muzaffar Syah. Il primo fondò il sultanato di Johor. Il secondo, Muzaffar Syah, venne invitato a governare Perak divenendo il primo sultano di questo Stato.

## Linea di successione
Nel Perak le regole di successione sono più complicate che negli altri stati monarchici malesi che o seguono il principio della primogenitura agnatizia (Johor, Kedah, Kelantan, Pahang, Perak, Perlis, Selangor e Terengganu) o sono monarchie elettive (Negeri Sembilan e il titolo di re della Federazione). Il sultano regnante assegna a principi del sangue (waris negri) certi titoli principeschi a vita. Essi possono essere revocati in caso di comprovata incompetenza o disabilità. I titoli sono disposti in un rigoroso ordine di precedenza che indica l'ordine di successione al trono. La relativa precedenza di questi titoli è stata modificata di volta in volta e alcuni titoli sono stati inclusi o rimossi nel corso degli anni. Tuttavia, l'ordine attuale, come confermato in data 25 febbraio 1953, è il seguente: 
1. Duli Yang Teramat Mulia (Tuanku) Raja Muda, Wakil noi-Sultan, Wazir ul-Azam Negara Perak Dar ur-Ridzwan (attualmente Raja Jaafar bin Almarhum Raja Muda Musa, principe ereditario, figlio di Muda e nipote del sultano Abdul Aziz)
2. Duli Yang Amat Mulia Raja di-Hiler (attualmente Raja Iskandar Zulkarnain, vice principe ereditario, figlio del sultano Idris Shah II)
3. Yang Amat Mulia Raja Kechil Besar (attualmente Raja Azlan Muzzaffar Shah, figlio dell'attuale sultano Nazrin Shah)
4. Yang Mulia Raja Kechil Sulong (attualmente Raja Ahmad Nazim Azlan Shah, figlio di Raja Ashman Shah e nipote del sultano Azlan Shah)
5. Yang Mulia Raja Kechil Tengah (attualmente Raja Iskandar, figlio di Raja Ziran, nipote di Raja Zaid e pronipote del sultano Yusuf Izzuddin Shah)
6. Yang Mulia Raja Kechil Bongsu (attualmente Raja Izuddin Chulan, figlio di Raja Zainal Azman Shah e nipote di Raja Sir Chulan)

Alla morte o alla promozione di un titolare, gli succede il principe del titolo successivo più anziano. Alla morte di un sultano regnante, il principe che detiene il titolo di Raja Muda, il principe anziano della gerarchia, gli succede. In quel momento inoltre il principe che gode del titolo di Raja di-Hiler, diventa il nuovo Raja Muda. Il Raja Kechil Besar, diventa Raja di-Hiler, e così via. Il nuovo sultano potrebbe quindi nominare il proprio candidato al titolo minore resosi vacante dopo queste successioni. Anche il Perak ha conosciuto delle eccezioni al suo sistema di successione. Nel 1984 il nuovo sultano Azlan Shah ha nominato Raja Muda suo figlio Nazrin che così ha superato i cinque principi che lo avrebbero preceduto se si fosse rispettata la consuetudine.

## Elenco

### Dinastia di Malacca
| N. | Nome                                                                       | Immagine | Inizio regno | Fine regno |
| -- | -------------------------------------------------------------------------- | -------- | ------------ | ---------- |
| 1  | Muzaffar Riayat Shah I ibni Almarhum sultano Mahmud Shah Riayat di Malacca |          | 1528         | 1549       |
| 2  | Ahmad Mansur Riayat Shah I ibni Almarhum Sultan Muzaffar Riayat Shah I     |          | 1549         | 1577       |
| 3  | Ahmad Shah Tajuddin Riayat ibni Almarhum Sultan Ahmad Mansur Riayat Shah I |          | 1577         | 1584       |
| 4  | Tajull Ariffin Riayat Shah ibni Almarhum Sultan Ahmad Mansur Riayat Shah I |          | 1584         | 1594       |
| 5  | Alauddin Riayat Shah I ibni Almarhum Raja Kecil Lasa Inu                   |          | 1594         | 1603       |
| 6  | Mukaddam Riayat Shah I ibni Almarhum Sultan Ahmad Mansur Riayat Shah I     |          | 1609         | 1619       |
| 7  | Ahmad Mansur Riayat Shah II ibni Almarhum Raja Kecil Lasa Inu              |          | 1619         | 1627       |
| 8  | Mahmud Shah Riayat I ibni Almarhum Sultan Ahmad Mansur Shah I              |          | 1627         | 1630       |
| 9  | Sallehuddin Riayat Shah ibni Almarhum Sultan Mahmud Shah I                 |          | 1630         | 1635       |

### Dinastia Siak
| N. | Nome                                                                                                  | Immagine | Inizio regno    | Fine regno      |
| -- | --- | -------- | --------------- | --------------- |
| 10 | Muzaffar Riayat Shah II ibni Almarhum Raja Mahmud di Siak                                             |          | 1636            | 1654            |
| 11 | Mahmud Iskandar Riayat Shah ibni Almarhum Sultan Muzaffar Riayat Shah II                              |          | 1654            | 1720            |
| 12 | Alauddin Mughayat Shah ibni Almarhum Yang Dipertuan Muda Mansur Riayat Shah III                       |          | 1720            | 1728            |
| 13 | Muzaffar Riayat Shah III ibni Almarhum Yang Dipertuan Muda Mansur Riayat Shah III                     |          | 1728            | 1754            |
| 14 | Muhammad Mughayat Shah ibni Almarhum Yang Dipertuan Muda Mansur Riayat Shah III                       |          | 1744            | 1750            |
| 15 | Iskandar Zulkarnain ibni Almarhum Sultan Muhammad Mughayat Shah                                       |          | 1754            | 1765            |
| 16 | Mahmud Shah II ibni Almarhum Sultan Muhammad Mughayat Shah                                            |          | 1765            | 1773            |
| 17 | Alauddin Mansur Shah Iskandar Muda ibni Almarhum Sultan Muhammad Mughayat Shah                        |          | 1773            | 1786            |
| 18 | Ahmaddin Shah ibni Almarhum Sultan Muhammad Mughayat Shah                                             |          | 1786            | 1806            |
| 19 | Abdul Malik Mansur Shah ibni Almarhum Sultan Ahmaddin Shah                                            |          | 1806            | 1825            |
| 20 | Abdullah Muadzam Shah ibni Almarhum Sultan Abdul Malik Mansur Shah                                    |          | 1825            | 1830            |
| 21 | Shahabuddin Riayat Shah ibni Almarhum Raja Bendahara Inu                                              |          | 1830            | 1851            |
| 22 | Abdullah Muhammad Shah I ibni Almarhum Raja Kecil Bongsu Abdul Rahman Riayat Shah                     |          | 1851            | 1857            |
| 23 | Jaafar Safiuddin Muadzam Shah ibni Almarhum Raja Ahmad Tajuddin Riayat Shah II                        |          | 1857            | 1865            |
| 24 | Ali Al-Mukammal Inayat Shah ibni Almarhum Sultan Shahabuddin Riayat Shah                              |          | 1865            | 1871            |
| 25 | Ismail Muabiddin Riayat Shah ibni Almarhum Syed Sheikh Al-Khairat di Siak                             |          | 1871            | 1874            |
| 26 | Abdullah Muhammad Shah II ibni Almarhum Sultan Jaafar Safiuddin Muadzam Shah                          |          | 20 gennaio 1874 | 30 marzo 1877   |
| 27 | Yusuf Sharifuddin Mudzaffar Shah ibni Almarhum Sultan Abdullah Muhammad Shah I                        |          | 1877            | 26 luglio 1887  |
| 28 | Idris Murshidul Adzam Shah I ibni Almarhum Raja Bendahara Alang Iskandar                              |          | 29 luglio 1887  | 14 gennaio 1916 |
| 29 | Abdul Jalil Karamatullah Nasiruddin Mukhataram Shah ibni Almarhum Sultan Idris Murshidul Adzam Shah I |          | 17 gennaio 1916 | 26 ottobre 1918 |
| 30 | Iskandar Shah ibni Almarhum Sultan Idris Murshidul Adzam Shah I                                       |          | Dicembre 1918   | 14 agosto 1938  |
| 31 | Abdul Aziz Al-Mutasim Billah Shah ibni Almarhum Raja Muda Musa I                                      |          | 17 agosto 1938  | 26 marzo 1948   |
| 32 | Yussuf Izzuddin Shah ibni Almarhum Sultan Abdul Jalil Karamatullah Nasiruddin Mukhataram Shah         |          | 27 marzo 1948   | 4 gennaio 1963  |
| 33 | Idris Iskandar Al-Mutawakkil Alallahi Shah II ibni Almarhum Sultan Iskandar Shah                      |          | 5 gennaio 1963  | 31 gennaio 1984 |
| 34 | Azlan Muhibbuddin Shah ibni Almarhum Sultan Yussuf Izzuddin Shah                                      |          | 3 febbraio 1984 | 28 maggio 2014  |
| 35 | Nazrin Muizzuddin Shah ibni Almarhum Sultan Azlan Muhibbuddin Shah                                    |          | 29 maggio 2014  | in carica       |